# ژان کیتسون
ژان کیتسون (متولد 1955) مجری، نویسنده و کمدین استرالیایی در تئاتر و چاپ، رادیو و تلویزیون است. او اولین بازی کمدی خود را در سالن کمدی Le Joke در ملبورن در مجموعه ای از اجراهای انفرادی و سپس در نسخه صحنه ای Let The Blood Run Free انجام داد.
او در مراسم افتخارات روز استرالیا در سال ۲۰۲۳ به عضویت نشان استرالیا منصوب شد. او نویسنده کتاب شلاق زبان است. او همچنین در سال ۲۰۱۴ کتابی در مورد یائسگی با عنوان «تو هنوز برای من داغ هستی» نوشته‌است
کیتسون بیشتر به خاطر بازی‌هایش، به ویژه به عنوان مفسر خبری ورونیکا گلنهنتلی، در برنامه کمدی شبانه ABC1 The Big Gig , که در اوایل دهه ۱۹۹۰ پخش شد، شناخته شده‌است. کیتسون همچنین در سریال تلویزیونی Let The Blood Run Free بازی کرد که اولین بار در سال ۱۹۹۰ از شبکه ده پخش شد و به مدت دو فصل پخش شد.